# Alcyone (bateau)
Pour les articles homonymes, voir Alcyone.
L’Alcyone est un navire océanographique à turbovoile expérimental, commandé par le commandant Cousteau et lancé en 1985, utilisé avec sa Calypso, et nommé d’après Alcyone de la mythologie grecque, qui selon Ovide était la fille du maître des vents Éole.

## Histoire

### Conception

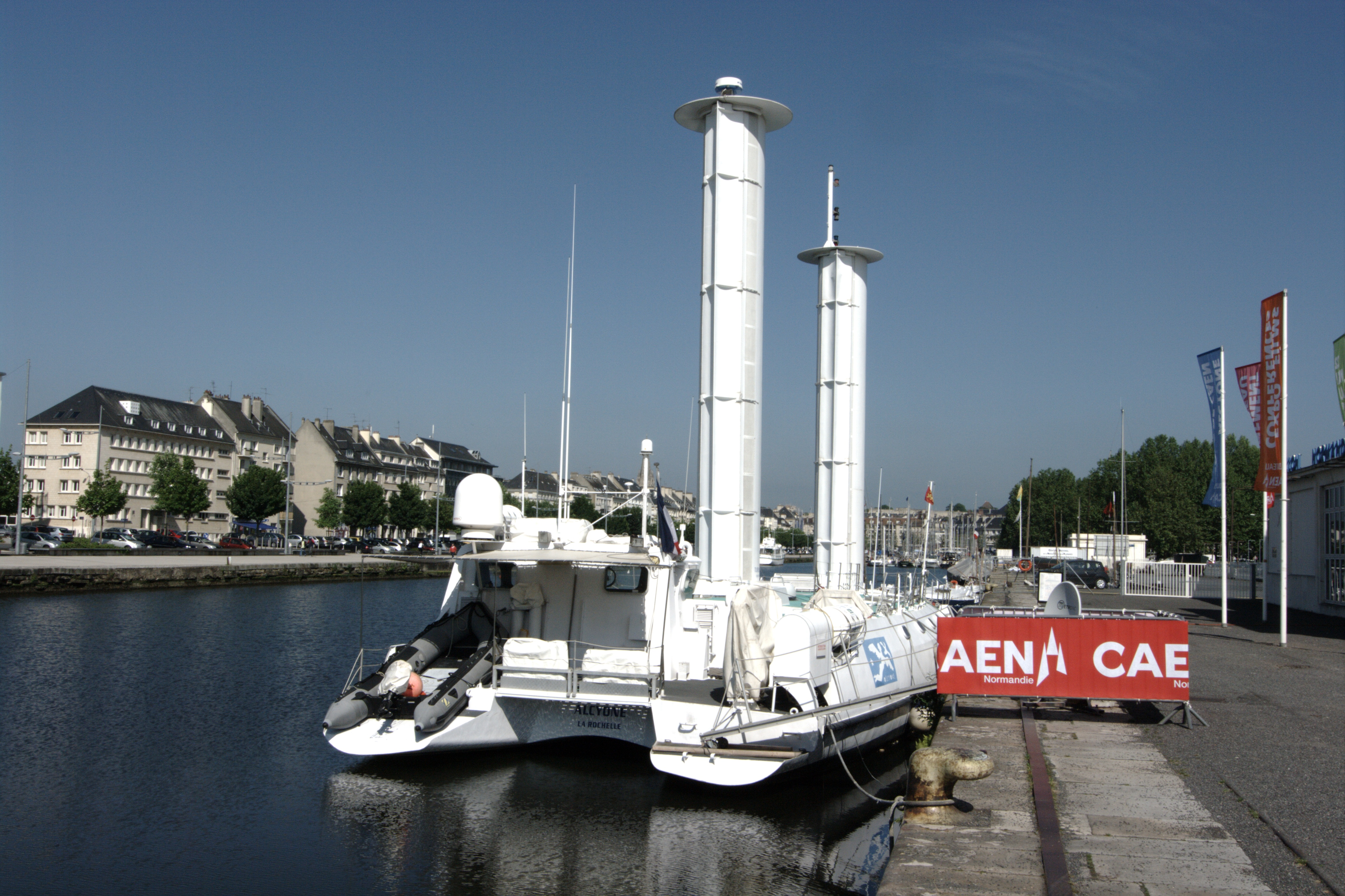
Dans son port d'attache de Caen en 2009.

Ce navire expérimental de 31 m conçu pour 12 hommes d'équipage est entièrement équipé pour l'exploration océanographique. Il est dessiné par l'architecte naval André Mauric avec une coque de type hybride mono-catamaran (monocat) en tôles d'aluminium soudé, et une propulsion innovante à base d'énergie éolienne de type mixte turbovoile et 2 moteur Diesel auxiliaires . 
Les 2 turbovoiles de Cousteau, Lucien Malavard et Bertrand Charrier, utilisent le concept innovant d'effet Magnus, permettant jusqu’à 35% d'économie de gazole, avec 10,2 m de haut et 1,35 × 2,05 m de section elliptique, soit une surface « exposée » de 21 m2. 
Le navire fut construit par les « Ateliers et Chantiers de La Rochelle-Pallice » (ACRP) du grand port maritime de La Rochelle, son port d'attache à l'origine, où il est mis à l'eau en avril 1985. Un second projet plus important de bateau océanographique expérimental à turbovoile Calypso II, de 66 m de long pour 36 passagers, dont 15 membres d'équipage, fut arrêté en 1997, à la suite de la mort du commandant Cousteau.

### Carrière
L'Alcyone réalise avec succès son voyage transatlantique inaugural à l'été 1985, entre La Rochelle et le port de New York, en 3 semaines, avant de réaliser de nombreuses missions avec l'équipe Cousteau sur toutes les mers du globe,...
Il sera restauré du 30 mai 2008 au 20 février 2009 par les chantiers Piriou de Concarneau, puis rejoindra son nouveau port d'attache de Caen, où il est bichonné et entretenu avec beaucoup de soin par une équipe de bénévoles, et pour préparer entre autres une expédition en Méditerranée avec la National Geographic Society de mai à octobre 2010...

## Autres navires de Cousteau
- Calypso, navire océanographique de 1943, acquis en 1949.
- SP-350 (1959), SP-500 (1965) et SP-3000 (1966), sous-marins de poche
- PBY Catalina Calypso II (1974), hydravion à coque PBY-6A Catalina.
- Calypso II, second projet de bateau océanographique expérimental à turbovoile.